# Први погром у Кишињеву
Први погром у Кишињеву или масакр у Кишињеву био је антијеврејски немир који се догодио у Кишињеву (савремени Кишињев, Молдавија), тадашњем главном граду Губерније Бесарабије у Руској империји, 19–21 април [по јулијанском 6–8 април] 1903. Током погрома, који је почео на Ускрс, убијено је 49 Јевреја, тешко је повређено 92, силовано је више Јеврејки, лакше је повређено преко 500, а оштећено је 1.500 домова. Амерички Јевреји су започели организовану финансијску помоћ великих размера и помогли у емиграцији. Инцидент је привукао пажњу шире јавности на прогон Јевреја унутар Руске империје и навео је Теодора Херцла да предложи Угандску шему (идеја да се Јевреји населе у Африку) као привремено решење Јевреје. Други погром је избио у Кишињеву у октобру 1905.

## Историја
Најпопуларније новине у Кишињеву (сада Кишињев), антисемитске новине на руском језику Бессарабец (што значи „бесарабски“), које издаје Павел Крушеван, редовно су објављивале чланке са насловима попут „Смрт Јеврејима!“ и "Крсташки рат против омражене расе!" (мисли се на Јевреје). Када је украјински дечак, Михаил Рибаченко, пронађен убијен у граду Дубасари, око 40 километара северно од Кишињева, а девојчица која је извршила самоубиство тровањем проглашена је мртвом у јеврејској болници, лист Бесарабец инсинуирао је да је јеврејска заједница убила обоје деце у сврху употребе њихове крви у припреми маца (ритуални хлеб) за Пасху. Сличне инсинуације изнеле су и друге новине Свет. Ове оптужбе су изазвале погром.
Погром је почео 19. априла (6. априла по јулијанском календару, који је тада био у употреби у Руској империји) након што су конгрегације отпуштене из црквених служби на Ускршњу недељу. У два дана нереда, 47 (неки наводе 49) Јевреја је убијено, 92 тешко рањено и 500 лакше повређено, 700 кућа је уништено, а 600 продавница је опљачкано. Тајмс је објавио фалсификовану депешу Вјачеслава фон Плевеа, министра унутрашњих послова, гувернеру Бесарабије, у којој је наводно наређено да се изгредници не заустављају. За разлику од одговорнијих власти у Дубасари, које су деловале да спрече погром, постоје докази да су званичници у Кишињеву деловали у дослуху или немару, затварајући очи пред предстојећим погромом.
У савременом Кишињеву постоји споменик посвећен жртвама погрома.

## Последице
Вилијам Рендолф Херст је послао ирског националистичког новинара Мајкла Дејвита у Кишињев као „специјалног комесара за истраживање масакра над Јеврејима” и он је био један од првих страних новинара који су извештавали о погрому.
Због учешћа у погрому, двојица мушкараца осуђена су на седам и пет година затвора, а још 22 на једну или две године.
Овај погром је био кључан у убеђивању десетина хиљада руских Јевреја да оду на Запад или у Палестину. Постао је тачка окупљања раних циониста, посебно онога што ће постати ревизионистички ционизам, инспиришући ране лиге за самоодбрану под вођама попут Зеева Јаботинског.
Споменик жртвама погрома у Кишињеву (рум. Monumentul Victimelor Pogromului de la Chișinău) је спомен-камен жртвама погрома у Кишињеву, откривен 1993. у парку Алунелул, Кишињев, Молдавија.